# WTA Challenger de Montreux
O WTA Challenger de Montreux – ou Montreux Nestlé Open, atualmente – é um torneio de tênis profissional feminino, de categoria WTA 125.
Realizado em Montreux, no sudoeste da Suíça, estreou em 2024. Os jogos são disputados em quadras de saibro durante o mês de setembro.
Era uma competição do circuito ITF, que foi promovida depois de 2023.

## Finais

### Simples
| Ano  | Campeã             | Vice-campeã    | Resultado     |
| ---- | ------------------ | -------------- | ------------- |
| 2024 | Irina-Camelia Begu | Petra Marčinko | 1–6, 6–3, 6–0 |

### Duplas
| Ano  | Campeãs                      | Vice-campeãs                       | Resultado        |
| ---- | ---------------------------- | ---------------------------------- | ---------------- |
| 2024 | Quinn Gleason Ingrid Martins | María Lourdes Carlé Simona Waltert | 6–3, 4–6, [10–7] |